# Rezerwat przyrody Jezioro Siedmiu Wysp

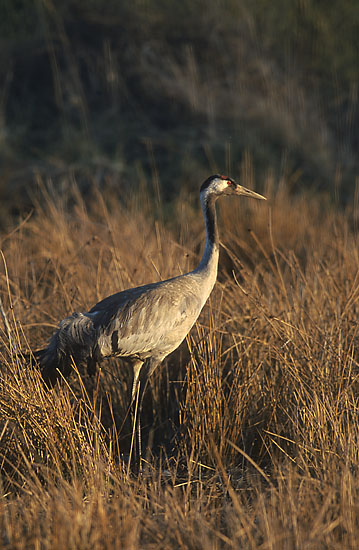
Żuraw

Rezerwat przyrody Jezioro Siedmiu Wysp – rezerwat faunistyczny położony w gminach gminie Węgorzewo i Srokowo, w województwie warmińsko-mazurskim, przy granicy polsko-rosyjskiej. Znajduje się na terenie nadleśnictw Borki i Srokowo. Rezerwat obejmuje jezioro Oświn (zwane także Jeziorem Siedmiu Wysp) wraz z otaczającym je terenem – torfowiskami, trzcinowiskami, rozlewiskami, bagnami, lasami i łąkami. Obszar rezerwatu jest objęty ochroną czynną.
Rezerwat został ustanowiony w 1956 roku. Początkowa powierzchnia 999,48 ha została zwiększona do 1618,34 ha w roku 2004 oraz do 1763,05 ha w roku 2016.

## Cel ochrony
Rezerwat utworzono w celu zachowania ze względów naukowych naturalnego środowiska gnieżdżenia się ptactwa wodnego i błotnego.
Obecnie jako cel ochrony podaje się:
- zachowanie ekosystemu jeziora Oświn
- zachowanie ekosystemu rzeki Oświnki wraz z całą jej doliną na odcinku od wypływu rzeki z jeziora Oświn do granicy państwa
- zachowanie mozaiki ekosystemów lądowych[1].

## Fauna
Występuje tu około 110 gatunków ptaków, m.in.: perkoz dwuczuby, zausznik, bąk, gęgawa, krakwa, cyraneczka, płaskonos, kania czarna, błotniak stawowy, orlik krzykliwy, orzeł bielik, derkacz i wąsatka, gęś białoczelna, gęś zbożowa, żuraw.
W przeszłości na terenie obecnego rezerwatu obserwowano występowanie ślepowrona.
Oprócz tego znajdują się tutaj miejsca odpoczynku przelatujących ptaków, przede wszystkim gęsi (ok. 4 tys.).
Występuje także wiele rzadkich gatunków bezkręgowców wodnych, m.in. Limnephilus externus.

## Ostoja konika polskiego
Grunty wsi Zielony Ostrów były użytkowane rolniczo przez PGR Pasternak do 1987 roku. Pozostawione bez ingerencji człowieka dawne tereny rolnicze zarosłyby lasem. W celu utrzymania powierzchni trawiastych w rejon dawnej wsi Zielony Ostrów w roku 1990 sprowadzone zostały pierwsze koniki polskie. W roku 1991 było tu 7 koników polskich. W roku 1994 było ich 17, żyjących w dwóch stadach. W roku 2000 było tu 35 koników, żyjących także w dwóch stadach. W roku tym tabun ogiera Namorzyńca liczący 21 sztuk koni zajmował terytorium 188 ha, a tabun ogiera Morusa liczący 14 sztuk koni zajmował teren 108 ha. Koniki polskie żyją tu w stanie dzikim. W czasie ciężkich zim dokarmiane są sianem. Sukcesja drzew i krzewów dzięki konikom polskim została spowolniona, ale nie zatrzymana całkowicie.

## Zagrożenia
Stałym zagrożeniem jeziora jest jego eutrofizacja i chemizacja.

## Ochrona na podstawie prawa międzynarodowego
Rezerwat jest wpisany na listę Międzynarodowej Konwencji Ramsar (chroni obszary wodno-błotne o znaczeniu międzynarodowym). Terytorium rezerwatu wchodzi w skład dwóch obszarów sieci Natura 2000: specjalnego obszaru ochrony siedlisk „Ostoja nad Oświnem” PLH280044 i obszaru specjalnej ochrony ptaków „Jezioro Oświn i okolice” PLB280004, oraz w skład ostoi ptaków IBA „Ostoja Oświn” (ang. Oswin Site) o kodzie PL034.